# САЩ във Втората световна война
САЩ се включва във Втората световна война на 7 декември 1941 г., след като японските въздушни сили извършват нападение на американската военна база Пърл Харбър в Хавай. На следващия ден, президентът на САЩ Франклин Рузвелт обръща със своя известен реч Конгреса и обявява война на Япония. След това, Германия и Италия обявят война на САЩ на 11 декември 1941 г., като резултат от което САЩ става фактически военен участник в Световната война. Участието и във войната продължава до 2 септември 1945 година. Във военните действия участват над 16 милиона американци, като 290 хиляди загиват, а 670 хиляди са ранени. 130 хиляди американци попадат в плен, като 116 хиляди от тях са освободени след войната.